# 沈潮
沈潮，清朝人，是一名清朝政治人物。
沈潮曾于1909年接替何希曾任崇明县知县一职，1910年由姚诗声接任。